# Luís Gonçalves do Amaral
Luís Gonçalves do Amaral, ou simplesmente Luís do Amaral (Viseu, c. 1381 - 10 de Fevereiro de 1444), foi um prelado português.

## Biografia
D. Luís Gonçalves do Amaral era filho unigénito de Pedro Anes da Costa e de sua segunda mulher, da qual foi segundo marido, Maria Anes do Amaral, a Escassa. Eleito bispo de Lamego a 5 de Junho de 1426, foi transferido para a diocese de Viseu em 25 de Setembro de 1430, tendo tomado posse em 1431.
D. João I de Portugal designou-o e enviou-o em 1432 como Embaixador de Portugal ao Concílio de Basileia em 1433, etc.
Tomou o partido dos adversários do Papa Eugénio IV e apoiou, contra ele, o segundo Antipapa Bento XIV, e foi, em representação dele, a Constantinopla, para apressar a vinda do Imperador Bizantino João VIII Paleólogo a Basileia, a fim de se realizar a reunião da Igreja Ortodoxa com a Igreja Católica. Eugénio IV enviara, ao mesmo tempo, como seu Embaixador, o também português Bispo do Porto D. Antão Martins de Chaves, a fim de conseguir que o Imperador viesse a Florença, onde estava, então, o Papa, e onde se havia reunido um novo Concílio. Os dois Prelados Portugueses encontraram-se, então, em Constantinopla, um a convidar o Imperador para o Concílio Ortodoxo, e o outro para o atrair ao Partido Cismático. O Bispo do Porto foi quem venceu, convencendo o Imperador a encontrar-se em Florença com o Pontífice.
Os Padres do Concílio de Florença teimaram em se separar, e elegeram o Bispo D. Luís do Amaral por Legado a latere ao Imperador Alberto II da Germânia, ao Duque Filipe III da Borgonha, e ao Duque Francisco I da Bretanha. Mas, no regresso, D. Luís do Amaral foi preso por ordem de Eugénio IV, deposto e destituído da cátedra do Bispado de Viseu e, a 9 de Setembro de 1439, excomungado em 1440, por tudo isto e por denúncias de mau comportamento feitas contra si no Concílio, que entretanto se mudara para Ferrara e Florença.
Como consequência, foi um dos bispos que não acatou as decisões conciliares. Tempos depois, D. Luís do Amaral conseguiu evadir-se da prisão, indo para Basileia, e reuniu-se num Conclave a 5 de Novembro de 1439, onde os Padres estavam deveras irritados contra Eugénio IV: o Papa foi deposto, sendo substituído, então e depois da sua morte, como Antipapa, pelo Duque de Saboia Amadeu VIII, sob o nome de Félix V.
Foi, depois, readmitido pela Igreja como Cardeal, e reconciliado com ela pouco antes de falecer.
Embora falecido a 10 de Fevereiro de 1444, o Antipapa Félix V, desconhecedor do facto, elevou-o ao Cardinalato, elegeu-o e fê-lo Pseudo-Cardeal-Presbítero (não reconhecido como tal pelo Papa oficial) no consistório de 6 de Abril do mesmo ano. Seria, decerto, confirmado como tal pelo Papa Nicolau V, se a sua morte o não viesse surpreender pouco depois da sua eleição. Nicolau V reconheceu todos os Cardeais eleitos por Félix V, por terem abjurado o Cisma.